# Rathdowney (Australia)
Rathdowney – miasto w Australii, w stanie Queensland.